# Darren Currie
Darren Paul Currie, född 29 november 1974 i Hampstead, är en engelsk före detta fotbollsspelare (mittfältare) och senare fotbollstränare.